# Warszawa (Schiff, 1956)
ORP Warszawa war ein Zerstörer der Kotlin-SAM-Klasse, der zunächst als Sprawedliwi durch die sowjetische Baltische Flotte und später die polnische Marine genutzt wurde.

## Geschichte
Die Sprawedliwi wurde als ein Schiff der Kotlin-Klasse (Projekt 56) gebaut und 1968–1969 modifiziert, indem die Artillerie am Heck und die achtere Torpedorohrgruppe demontiert und durch eine Doppel-Startrampe für Flugabwehrraketen M-1 Wolna (SA-N-1A) ersetzt wurde. Diese Konfiguration trug die Bezeichnung Projekt 56AE (E für Export) und unterschied sich von der in sowjetischen Marine eingesetzten Variante durch einfachere Elektronikausstattung. Das Schiff wurde für 952.300 Złoty durch Polen erworben. Am 25. Juni 1970 wurde in Gdingen auf dem nunmehr Warszawa genanntem Schiff die polnische Flagge gehisst. Die formale Außerdienststellung in der sowjetischen Marine folgte erst am 27. Januar 1971. Auch erst Mitte 1971 wurde die Indienststellung des Schiffes in den polnischen Medien offengelegt.
Die Namenswahl des Schiffes nach der polnischen Hauptstadt Warschau brach mit der über vierzigjährigen Tradition, Zerstörer nach Wetterereignissen zu benennen. Das Schiff trug den taktische Zeichen 275. Aus finanziellen Gründen verzichtete man auf die Übernahme weiterer Einheiten.
Nach der Außerdienststellung am 31. Januar 1986 verblieb die Warszawa einige Jahre in Gdingen, bis sie nach Swinemünde gebracht und dort verschrottet wurde.

## Kommandanten
1. komandor podporucznik[3] Bogusław Gruchała – 25. Juni 1970 – 21. Februar 1972
2. komandor podporucznik Edmund Chełchowski – 21. Februar 1972 – 25. November 1976
3. kapitan marynarki[4] Jerzy Wójcik – 25. November 1976 – 31. Januar 1986